# Johann von Eych
Johann von Eych (né  vers 1404 en landgraviat de Thuringe, et mort à Eichstätt le 1er janvier 1464) est un cardinal du XVe siècle.

## Biographie
Von Eych est chanoine à la cathédrale d'Eichstätt (1430), recteur à Padoue
(1433-1434), doyen de la faculté de droit à l'université de Vienne (1435 et 1437-1438) et prévôt de cette université (1441), vicaire-général du diocèse d'Eichstätt (1435) et chantre de son chapitre.
Von Eych correspond avec plusieurs ecclésiastiques connus, comme Johannes von Capestrano, Nicolas de Cues, Jakob von Tueckelhausen et Bernhard von Waging et entretient des relations avec des représentants importants de l'humanisme allemand comme  Ulrich Gossembrot. Il maintient  la politique de neutralité du roi dans la dispute avec le pape Eugène IV. Von Eych est chancelier de l'empereur Albert II.
En 1445 von Eych est nommé évêque d'Eichstätt, après quoi il est confirmé le 1er janvier 1446 par l'archevêque de Mayence, Dietrich Schenk von Erbach et a été ordonné prêtre et évêque le 13 mars 1446 par Peter von Schaumberg, évêque d'Augsbourg. Il y transforme notamment l'école de la cathédrale à l'« université de Bavière » à Ingolstadt et est très généreux pour les pauvres.
Le pape Pie II le crée cardinal lors du consistoire du 31 mai 1462.

## Littérature
- Franz Xaver Buchner : Neue Aktenstücke zur Reformtätigkeit Johanns von Eych, dans : Pastoralblatt des Bistums Eichstätt 56 (1909), 57 (1910)
- Mag. Hermann Schedel aus Nürnberg für seinem Diensthernn Bischof Johann von Aich zu Eichstädt, 1453, dans : Karl Sudhoff (Hg.) : Archiv für Geschichte der Medizin 14 (1923), S. 95
- Franz Xaver Bucher : Johann III., der Reformator seines Bistums. Neue Aktenstücke, Eichstätt 1911
- Theodor Neuhofer : Die älteren Pirckheimer und Eichstätt, dans : Sammelblatt des Historischen Vereins Eichstätt 64 (1971), Eichstätt 1972, insbesondere S. 85
- Ernst Reiter : Rezeption und Beachtung von Basler Dekreten dans der Diözese Eichstätt unter Bischof Johann von Eych (1445-1464) , dans : Von Konstanz nach Trient. Festgabe für August Franzen, 1972, S. 215-232
- Monika Fink-Lang : Eichstätter Geistesleben im Zeitalter des Humanismus, dans : Sammelblatt des Historischen Vereins Eichstätt 77/78 (1984/85), Eichstätt 1986, S. 30-45
- Klaus Kreitmeir : Die Bischöfe von Eichstätt. Eichstätt 1992 : Verlag der Kirchenzeitung, S. 62-64
- Felix Mader : Die Kunstdenkmäler von Bayern. Mittelfranken. I. Stadt Eichstätt. München 1924, Nachdruck München/Wien 1981
- Alois Schmid : Eych, Johann von, dans : Erwin Gatz, unter Mitwirkung von Clemens Brodkorb (Hg) : Die Bischöfe des Heiligen Römischen Reiches, 1448 bis 1648. Ein biographisches Lexikon. Berlin : Duncker & Humblot, 1996, S. 173f.
- Alfred Wendehorst : Das Bistum Eichstätt. Band 1 : Die Bischofsreihe bis 1535. Reihe : Germania Sacra - Neue Folge 45. Berlin 2006.  (ISBN 978-3-11-018971-1). S. 202-220.
- Heide Dorothea Riemann : Der Briefwechsel Bernhards von Waging und Johannes von Eych (1461) - 1463. Zur Kontroverse über Rang und Verdienst des aktiven und des kontemplativen Lebens. Dissertation. Köln 1985. 410 S.